# Badminton-Europameisterschaft 2014
Die Badminton-Europameisterschaft 2014 fand vom 23. bis zum 27. April 2014 in Kasan in Russland statt.

## Ablauf
Die Vergabe der EM erfolgte am 20. April 2013 beim Annual Delegates' Meeting von Badminton Europe in Bratislava. Für die Teilnahme entscheidend war die BWF-Weltrangliste vom 20. Februar 2014. Gesetzt wurde nach der BWF-Weltrangliste vom 3. April 2014. Die Setzliste wurde am 4. April 2014 veröffentlicht. Die Auslosung erfolgte vier Tage später am 8. April 2014. Sie wurde vom Youtube Channel von Badminton Europe live übertragen.

## Medaillengewinner
| Disziplin    | Gold                                        | Silber                                   | Bronze                            |
| ------------ | ------------------------------------------- | ---------------------------------------- | --------------------------------- |
| Herreneinzel | Jan Ø. Jørgensen                            | Rajiv Ouseph                             | Viktor Axelsen                    |
| Herreneinzel | Jan Ø. Jørgensen                            | Rajiv Ouseph                             | Vladimir Ivanov                   |
| Dameneinzel  | Carolina Marín                              | Anna Thea Madsen                         | Karin Schnaase                    |
| Dameneinzel  | Carolina Marín                              | Anna Thea Madsen                         | Özge Bayrak                       |
| Herrendoppel | Vladimir Ivanov Ivan Sozonov                | Mads Conrad-Petersen Mads Pieler Kolding | Chris Adcock Andrew Ellis         |
| Herrendoppel | Vladimir Ivanov Ivan Sozonov                | Mads Conrad-Petersen Mads Pieler Kolding | Mathias Boe Carsten Mogensen      |
| Damendoppel  | Christinna Pedersen Kamilla Rytter Juhl     | Line Damkjær Kruse Marie Røpke           | Imogen Bankier Petya Nedelcheva   |
| Damendoppel  | Christinna Pedersen Kamilla Rytter Juhl     | Line Damkjær Kruse Marie Røpke           | Eefje Muskens Selena Piek         |
| Mixed        | Joachim Fischer Nielsen Christinna Pedersen | Mads Pieler Kolding Kamilla Rytter Juhl  | Anders Kristiansen Julie Houmann  |
| Mixed        | Joachim Fischer Nielsen Christinna Pedersen | Mads Pieler Kolding Kamilla Rytter Juhl  | Jorrit de Ruiter Samantha Barning |

## Medaillenspiegel
| Platz | Land        | Gold | Silber | Bronze | Gesamt |
| ----- | ----------- | ---- | ------ | ------ | ------ |
| 1     | Dänemark    | 3    | 4      | 3      | 10     |
| 2     | Russland    | 1    | -      | 1      | 2      |
| 3     | Spanien     | 1    | -      | -      | 1      |
| 4     | England     | -    | 1      | 1      | 2      |
| 5     | Niederlande | -    | -      | 2      | 2      |
| 6     | Deutschland | -    | -      | 1      | 1      |
|       | Türkei      | -    | -      | 1      | 1      |
| 8     | Bulgarien   | -    | -      | ½      | ½      |
|       | Schottland  | -    | -      | ½      | ½      |